# مارکو پروویچ
مارکو پروویچ (به صربی: Марко Перовић) (زاده ۱۱ ژانویه ۱۹۸۴ در پریشتینا) بازیکن فوتبال اهل صربستان است. وی سابقه حضور در تیم ستاره سرخ بلگراد، بازل و لیگ برتر فوتبال آمریکا را دارد.
وی در دسامبر ۲۰۱۲ به باشگاه فوتبال پرسپولیس پیوست.

## افتخارات

### باشگاهی
ستاره سرخ
- ۳عنوان قهرمانی در جام حذفی فوتبال صربستان

۲۰۰۳–۲۰۰۴، ۲۰۰۵–۲۰۰۶، ۲۰۰۶–۲۰۰۷
- ۴عنوان قهرمانی در لیگ برتر فوتبال صربستان

۲۰۰۳–۲۰۰۴، ۲۰۰۵–۲۰۰۶، ۲۰۰۶–۲۰۰۷، ۲۰۱۱–۲۰۱۲
 بازل
- ۱عنوان قهرمانی در جام حذفی فوتبال سوئیس

۲۰۰۷–۲۰۰۸
- ۱عنوان قهرمانی در لیگ برتر فوتبال سوئیس

۲۰۰۷–۲۰۰۸